# Famille Despature
La famille Despature est une des plus anciennes familles dirigeantes d'industrie de textile de Roubaix (Nord-Pas-de-Calais) depuis 1850, une des rares de la métropole lilloise restée à la tête d'une entreprise textile. La famille est désormais installée en Suisse pour des raisons fiscales. Elle est classée par Challenges 38e fortune française en 2022, avec 6 milliards d'euros.

## Historique
En 1850 la famille Despature crée une importante industrie de draperie et de tissage à Roubaix.
En 1950 trois frères, Jules, Joseph et Paul inventent le mythique Thermolactyl : un tricot de corps en chlorofibre et acrylique qui permet l'isolation thermique et la non-rétention de l'humidité : c'est un succès commercial immédiat qui relance l'affaire familiale avec la création de la société Damart en 1953[réf. souhaitée].
En 1984, la famille Despature rachète Somfy afin de diversifier son activité.
Le conseil de surveillance de Damartex (maison mère de Damart) est toujours présidé par un Despature : Paul-Georges, fils de Paul.
Depuis 2016, Jean-Guillaume, fils de Paul Georges, est PDG de Somfy.

## Fortune et sociétés
- Famille Despature : 38e fortune française en 2022 d'après Challenges, avec 6 milliards €[1].
- Président du conseil de surveillance de Damartex : Paul-Georges Despature.
- Les sociétés Armance, JPJ2, JPJD et Sovalpart : (Société anonyme de droit luxembourgeois contrôlée par Paul Georges Despature, ses enfants et autres membres de la famille) détiennent 5 210 736 actions Damartex représentant 9 069 789 droits de vote, soit 67,55 % du capital et 74,08 % des droits de vote de cette société.
- 65 % de Somfy avec pour Président du directoire : Jean-Guillaume Despature, et comme vice-président du conseil de surveillance : Victor Despature[3].